# Мала Упа
Мала Упа (на чешки: Malá Úpa) е село в североизточна Чехия, част от окръг Трутнов на Краловохрадецки край. Населението му е около 139 души (2019).
Разположено е на 1041 метра надморска височина в планината Кърконоше, на самата граница с Полша и на 58 километра северно от Храдец Кралове. Селището е създадено през 1566 година като дърводобивен център за нуждите на близките сребърни мини.

## Известни личности
Починали в Мала Упа
- Пиер Юник (1909 – 1945), френски писател